# نرم مک‌دانلد
نرم مک‌دانلد (انگلیسی: Norm Macdonald؛ زادهٔ ۱۷ اکتبر ۱۹۵۹ – درگذشتهٔ ۱۴ سپتامبر ۲۰۲۱) یک هنرپیشه، و فیلم‌نامه‌نویس اهل کانادا بود.
از فیلم‌ها یا برنامه‌های تلویزیونی که وی در آن نقش داشته است می‌توان به بزرگ‌شده‌ها، جک و جیل، بیلی مدیسن و پیچ‌خورده اشاره کرد.